# شبكة التلفزيون الكندية
TVA هي شبكة تلفزيونية أرضية كندية ناطقة بالفرنسية، مملوكة لشركة Groupe TVA ، وهي شركة تابعة للتداول العام لشركة Quebecor Media .
يقع المقر الرئيسي للشبكة في مونتريال بكندا، ولديها محطات أرضية فقط في كيبيك. ومع ذلك، توجد أجزاء من نيو برونزويك وأونتاريو ضمن نطاقات البث لمحطات TVA ، وتقوم محطتان من TVA بتشغيل أجهزة إعادة البث في نيو برونزويك. منذ أن أصبحت شبكة وطنية في عام 1998، كانت متاحة على تلفزيون الكابل في جميع أنحاء كندا.
TVA هي اختصار لـ Téléviseurs Associés (تُرجمت تقريبًا إلى "Associated Telecasters"). وتعني بالعربية شبكة التلفزيون الكندية هذا يعكس جذور الشبكة كمؤسسة تعاونية.

## نظرة عامة

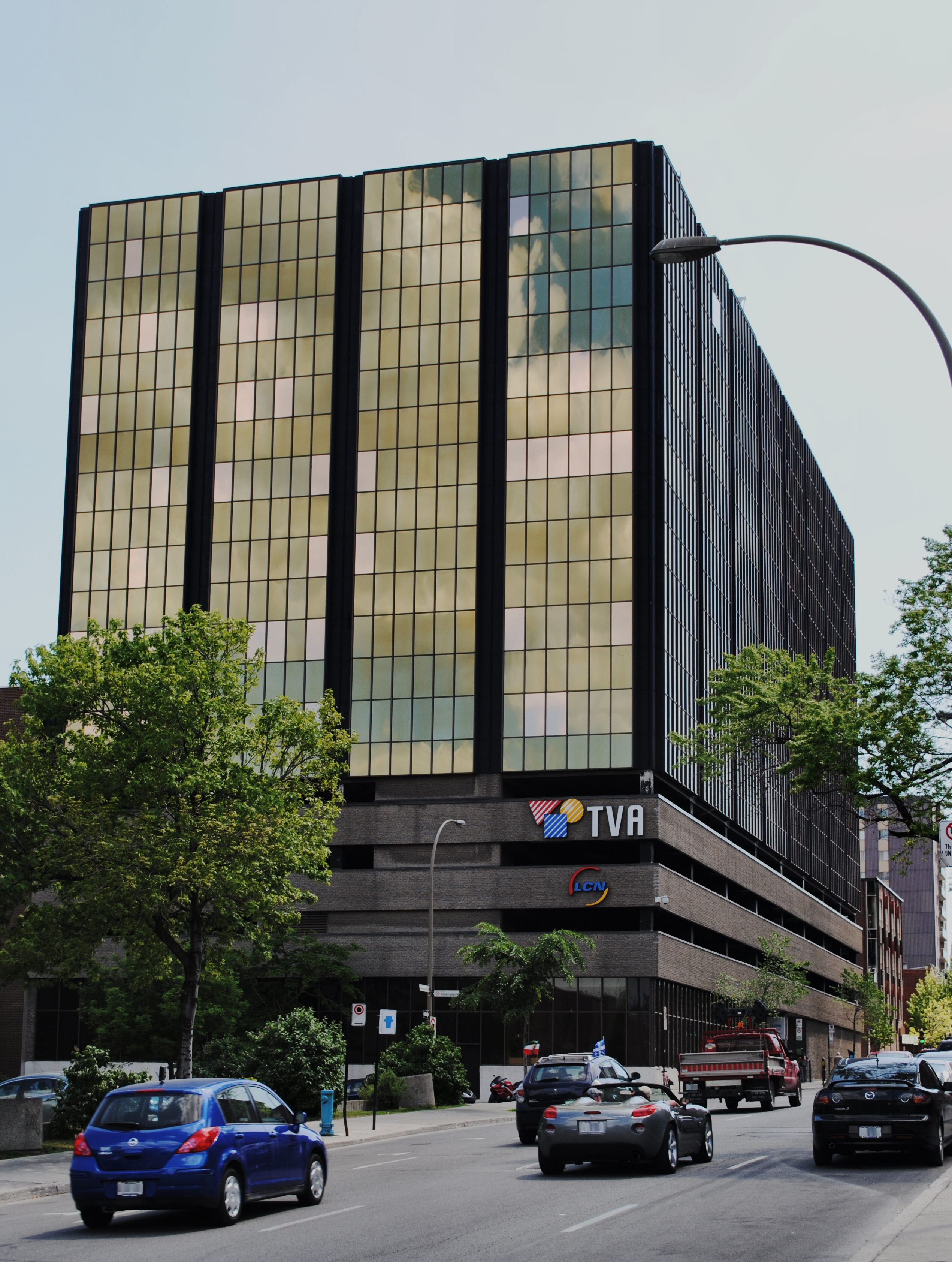
مكاتب TVA في مونتريال حيث يقع المقر الرئيسي لمحطة CFTM المحلية وصاحبها منذ أكتوبر 1975.

تعود جذور TVA إلى عام 1963، عندما بدأت محطة CJPM-TV في شيكوتيمي، وهي محطة عمرها بضعة أشهر فقط وتحتاج إلى إيرادات، مشاركة البرامج مع أكبر محطة فرنكوفونية مملوكة للقطاع الخاص في كندا، CFTM-TV في مونتريال. انضم إليهم CFCM-TV في مدينة كيبيك في عام 1964 بعد أن فقدت CFCM انتماء راديو كندا إلى CBVT الذي تم إطلاقه حديثًا. في حين أن المحطات الثلاث شاركت البرامج لسنوات عديدة، إلا أنه لم يكن حتى 12 سبتمبر 1971، حيث أصبح الرابط غير الرسمي شبكة مناسبة، TVA ، مع CFTM كمحطة رئيسية. بدأت الشبكة أول خدمة إخبارية خاصة بالشبكة باللغة الفرنسية في كندا في عام 1972. بين عامي 1973 و 1983، انضمت سبع محطات أخرى إلى الشبكة.
عندما تم تنظيم الشبكة رسميًا في عام 1971، أدارتها الشركات التابعة لها كتعاونية، تمامًا مثل CTV التي عملت لسنوات عديدة. في عام 1982، أصبحت التعاونية شركة مع مالكي المحطات كمساهمين.
لسنوات عديدة، كان جدول TVA مشابهًا جدًا لما عرضته CTV قبل أن تتولى Baton Broadcasting السيطرة على الشبكة حيث لم يكن لديها ما يمكن تسميته بجدول زمني رئيسي بصرف النظر عن الأخبار. على سبيل المثال، Pathonic الاتصالات، التي تمتلك الشركات التابعة TVA في مدينة كيبيك، شيربروك، تروا ريفيير وريموسكي وقدمت البرمجة إلى الشركات التابعة لها في ريفيير دو لوب وكارلتون. عرضت برمجة مختلفة عن تلك المقدمة على CFTM كانت الاختلافات كافية لدرجة أن قناة CHLT-TV من Sherbrooke ، والتي وصلت إشارة البث عبر الهواء إلى مونتريال، تم نقلها على أنظمة كبلات مونتريال في التسعينيات. ومع ذلك، سيطرت CFTM على الشبكة إلى حد أكبر حتى أن CFTO-TV في تورونتو سيطر على CTV ، حيث ساهمت بنسبة 90٪ من برمجة الشبكة.
في عام 1989، اشترت شركة Télé-Metropole ، التي تمتلك CFTM و CJPM ، شركة Pathonic. باع مالكو المحطة الآخرون الأسهم القائمة للشبكة في عام 1992. بعد تسع سنوات، أصبح كيبيكور مالكًا لـ TVA.
تمتلك TVA أيضًا قناة Le Canal Nouvelles (LCN)، القناة الإخبارية الوحيدة الخاصة باللغة الفرنسية في كندا. عندما يكمل TVA يوم البث، تبث محطات TVA LCN في نفس الوقت حتى يبدأ يوم البث التالي لـ TVA. بالإضافة إلى ذلك، تمتلك الشركة قسمًا لنشر المجلات، ودارًا لإنتاج وتوزيع الأفلام، وعددًا من خصائص الإنترنت والكابلات الأخرى، والتي غالبًا ما تستخدم للترويج المتبادل لمسلسلات وأحداث TVA.
في معظم السنوات الثلاثين الماضية، كانت TVA أكثر شهرة من Ici Radio-Canada Télé ، نظير تلفزيون سي بي سي باللغة الفرنسية. تأتي جميع البرامج التلفزيونية الخمسين الأكثر شهرة في كيبيك باستثناء 10 من TVA. لسنوات عديدة، كان وصول TVA خارج كيبيك مجرد جزء بسيط من نطاق راديو كندا، على الرغم من شعبيته. كانت المحطات الوحيدة التي حظيت بمشاهدة كبيرة خارج كيبيك هي CHOT-TV of Hull (الآن جزء من Gatineau) و CIMT-TV من Rivière-du-Loup و CHAU-TV في Carleton-sur-Mer . تخدم CHOT أيضًا أوتاوا وكانت متوفرة في معظم أنظمة الكابلات في شمال شرق أونتاريو منذ أوائل الثمانينيات، نظرًا لتعداد السكان الفرانكو-أونتاريو الكبير في تلك المنطقة. يقوم كل من CIMT و CHAU بتشغيل أجهزة إعادة البث في نيو برونزويك، ومن بينهما يوفر للمقاطعة بأكملها تقريبًا خدمة TVA. ومع ذلك، قدمت TVA تغذية الكابل المعروفة باسم TCTV ابتداء من عام 1981، وتتألف من معظم برامج CFTM والأخبار المحلية من محطات TVA الأخرى.
في عام 1998، ألزمت هيئة الإذاعة والتلفزيون والاتصالات الكندية لجميع أنظمة الكابلات في كندا حمل محطة TVA ، من أجل منح مجتمعات الأقليات الناطقة بالفرنسية في كندا خيارًا ثانيًا للبرامج باللغة الفرنسية. عادة ما تكون المحطة المعروضة هي المحطة الرئيسية للشبكة، CFTM. ومع ذلك، تواصل بعض شركات الكابلات في شرق وشمال أونتاريو تقديم CHOT الخاص بـ Gatineau ، بينما لا تزال معظم شركات الكابلات في New Brunswick تحمل CIMT أو CHAU.
توفر TVA أيضًا تغذية بنظام الفترات الزمنية لشركات الكابلات في غرب كندا. ومع ذلك، فإن هذه الخلاصة هي مجرد تأخير إلكتروني لبرمجة CFTM ، وأعيد بثها بعد ثلاث ساعات بتوقيت المحيط الهادئ للمشاهدين في غرب كندا من خلال موجز منفصل.
على الرغم من أن TVA عبارة عن شبكة كاملة، إلا أن خلاصة شبكتها هي في الأساس إعادة إرسال CFTM ، مع إلغاء الاشتراك من قبل الشركات التابعة المحلية للأخبار المحلية والإعلانات التجارية والبرامج المنتجة محليًا. في حين أن هذا يسمح لـ TVA ببث برامج شبكات أكثر من أي شبكة كندية أخرى (أساس شعارها الطويل، Le sens de la télé أو «معنى التلفزيون»)، فهذا يعني أيضًا أن CFTM لا يمكنها عادةً مقاطعة برامجها للأخبار أو نشرات الطقس في مونتريال دون مقاطعة الشبكة بأكملها.

## خدمات أخرى
في عام 2004، استحوذت Groupe TVA الأم لشركة TVA وشريكتها في شركة Sun Media التابعة لشركة Quebecor على CKXT-TV في تورنتو، وهي محطة مستقلة عُرفت سابقًا باسم Toronto One تحت إشراف مالكها السابق، Craig Media ، في عام 2004. أول محطة تلفزيونية باللغة الإنجليزية للشركة، استمرت في العمل كمحطة مستقلة، وليس كبرنامج تابع لـ TVA. وأعيد تسميتها باسم «صن تي في»، على اسم صحيفة تورنتو صن المحلية التابعة لشركة صن ميديا. في أوائل عام 2005، أكدت TVA لصحيفة The Globe and Mail أنها ستستمر في البحث عن فرص توسع أخرى في اللغة الإنجليزية الكندية، ولكن لم تصدر الشركة أي إعلانات شراء أخرى. في 18 أبريل 2011، بدأت CKXT-TV في بث برامج قناة إخبارية جديدة، Sun News Network ، والتي تعتبر نسخة إنجليزية من LCN. توقفت CKXT عن العمل في 1 نوفمبر 2011،  واستمرت شبكة صن نيوز فقط على موفري قنوات الكابلات والأقمار الصناعية حتى توقف في عام 2015.
تعمل جروب TVA أيضا عدد من القنوات المتخصصة، بما في ذلك addikTV (سابقا Mystère)، ARGENT ، كازا (سابقا ليه IDEES دي أماه ميزون عن بعد)، LCN ، MOI ET CIE (سابقا Mlle)، جائزة 2، تيلي ACHATS وYoopa . Groupe TVA هي أيضًا مالك الأقلية لـ Évasion ، مع Serdy Direct بصفتها مالك الأغلبية. كانت Groupe TVA أيضًا مالكة الأغلبية لـ The Cave (الآن History2)، والتي تمتلكها بالاشتراك مع Shaw Media ؛ كما أنها مملوكة بشكل متساوٍ لـ Mystery TV (الآن Crime &amp; Investigation) مع Shaw Media ، مع Shaw Media كشريك إداري. باعت TVA حصتها في كلتا القناتين إلى Shaw في نوفمبر 2011.

## الهويات المرئية السابقة

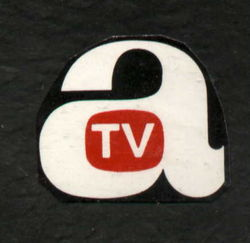
شعار TVA ، 1971-1974.
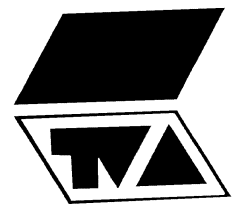
شعار TVA ، 1974-1984.
شعار TVA ، 1984 - سبتمبر 1990.
شعار أشكال TVA ، سبتمبر 1990 - 29 نوفمبر 2012 . شعار أشكال TVA ، سبتمبر 1990 - 29 نوفمبر 2012 .
شعار TVA ، 29 تشرين الثاني (نوفمبر) 2012 - 11 تشرين الثاني (نوفمبر) 2020 . شعار TVA ، 29 تشرين الثاني (نوفمبر) 2012 - 11 تشرين الثاني (نوفمبر) 2020 .

## شعار
- Current: "TVA، on se recnaît"
- الماضي:

"C'est vrai" (إنها حقيقية)
"Le sens de la télé" (معنى التلفزيون)
"Le réseau d'ici" (الشبكة من هنا)
"Le meilleur de la télé" (أفضل ما في التلفزيون)
"Diffuseur d'émotions" (مذيع العواطف)

## تغذية عالية الوضوح
في 1 فبراير 2007، أطلقت TVA بثًا متزامنًا عالي الدقة لمحطة مونتريال CFTM-DT . يتوفر TVA HD عبر الأقمار الصناعية أو الكبل الرقمي أو DTT . تم إطلاق بث متزامن لمحطة كيبيك CFCM-DT في عام 2009، وتم إطلاق بث متزامن لمحطة شيربروك CHLT-DT في 19 يوليو 2010، وهي متوفرة في البداية فقط على كابل Vidéotron في مناطقها الخاصة.

## محطات TVA
ملاحظات:

1) تشير أرقام القنوات المائلة إلى قناة رقمية مخصصة للاستخدام المستقبلي من قبل هيئة الإذاعة والتلفزيون والاتصالات الكندية؛
2) تمتلك شركة Quebecor Media ، والدة TVA ، حصة 45٪ من Télé Inter-Rives.

### المحطات المملوكة والمدارة
| مدينة الترخيص | محطة    | قناة </br> تلفزيون (RF) | سنة الانتساب | مملوكة منذ ذلك الحين |
| ------------- | ------- | ----------------------- | ------------ | -------------------- |
| مونتريال      | CFTM-DT | 10.1 (10)               | 1971         | 1971                 |
| مدينة كيبيك   | CFCM-DT | 4.1 (17)                | 1971         | 1990                 |
| ريموسكي       | CFER-DT | 11.1 (11)               | 1978         | 1990                 |
| ساجويني       | CJPM-DT | 6.1 (46)                | 1971         | 1982                 |
| شيربروك       | CHLT-DT | 7.1 (7)                 | 1974         | 1990                 |
| تروا ريفيير   | CHEM-DT | 8.1 (8)                 | 1976         | 1990                 |

### الشركات التابعة
| مدينة الترخيص   | محطة     | افتراضية </br> قناة | جسدي - بدني </br> قناة | عام </br> الانتماء              | صاحب             |
| --------------- | -------- | ------------------- | ---------------------- | ------------------------------- | ---------------- |
| كارلتون سور مير | تشاو- DT | 5.1                 | 5                      | 1980 (secondary) 1983 (primary) | Télé Inter-Rives |
| جاتينو / أوتاوا | تشوت- DT | 40.1                | 40                     | 1978                            | وسائط RNC        |
| ريفيير دو لوب   | CIMT-DT  | 9.1                 | 9                      | 1978                            | Télé Inter-Rives |
| روين نوراندا    | CFEM-DT  | 13.1                | 13                     | 1979                            | وسائط RNC        |

### المنتسبون السابقون
- CFVO-TV (1 سبتمبر 1974-30 مارس 1977) المالك: Coopérative de Télévision de l'Outaouais (التردد المستخدم الآن بواسطة Télé-Québec)

## روابط خارجية
- الموقع الرسمي
- تاريخ TVA في مؤسسة الاتصالات الكندية